# Jorge Roberto Díaz
Jorge Roberto Díaz Price (Benito Juárez, 27 luglio 1998) è un calciatore messicano, centrocampista del Cancún.

## Carriera
Ha giocato nella massima serie dei campionati messicano e cileno.